# Diário Oficial do Estado do Ceará
O Diário Oficial do Estado do Ceará (DOECE) é o órgão oficial de publicidade da literatura dos atos da administração pública do estado do Ceará.

## História
Foi criado ainda no período da Confederação do Equador como Diário do Governo do Ceará com primeira edição no dia 1 de abril de 1824 e tendo  o Padre Mororó como redator.

### Literatura
A literatura da publicação compõem-se de publicação de emendas constitucionais à Constituição Estadual, atos do executivo, Leis, Decretos, portarias, Licitações, licenças ambientais, notícias, campanhas e outros.